# Okakrisen

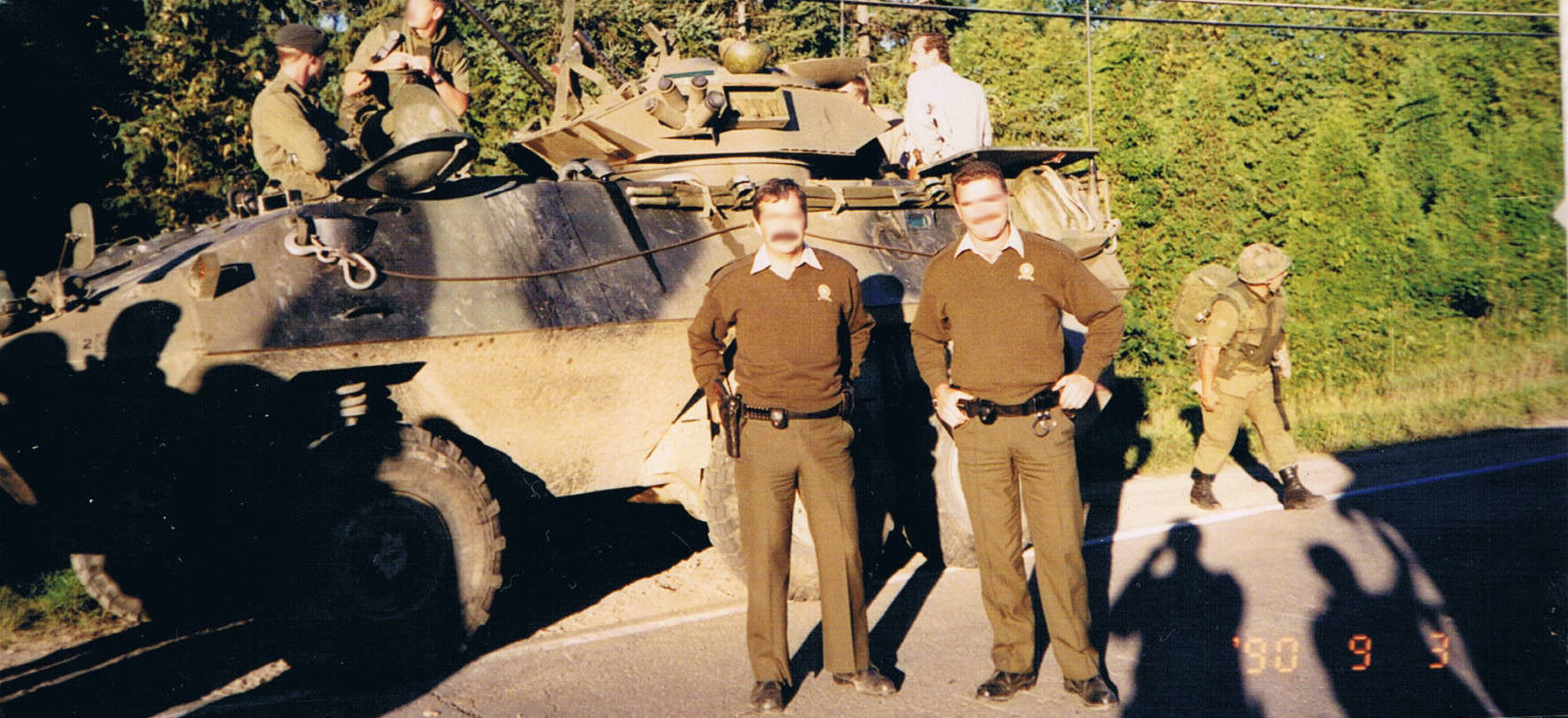
Kanadensiska soldater 3 September 1990

Okakrisen (franska: Crise d'Oka) blev även känd som Kanehsatà:ke-motståndet (franska: Résistance de Kanehsatà:ke) eller Mohawk-krisen.  Det började som en landtvist mellan en grupp mohawker och den mindre staden Oka. Oka planerade för att bygga en golfbana, på mark som innefattade en inhemsk begravningsplats. Krisen började den 11 juli 1990 och varade i 78 dagar fram till den 26 september, med två dödsfall. Tvisten var den första mycket omskrivna våldsamma konflikten mellan en First Nation och en provinsregeringar i slutet av 1900-talet.

## Händelseutveckling
Oka-krisen utlöstes av planer från invånarna i staden Oka att bygga ut en golfbana på mark som Mohawk-reservatet gjorde anspråk på. Som ett resultat av detta började mohawkerna resa barrikader. Tre månader senare, den 11 juli 1990, började polisen i provinsen attackera de bevakade barrikaderna. En skottväxling utbröt och polischefen Marcel Lemay dödades.
Detta eskalerade krisen. Mohawkernas lokalt begränsade krav på markägande blev ett allmänt krav på erkännande av deras självständighet. Warriors, en grupp för att försvara ursprungsbefolkningens rättigheter, förstärkte mohawkerna på sina barrikader. Kanadas regering vägrade att förhandla med mohawkerna medan barrikaderna var på plats, och började i sin tur sätta upp vägspärrar på tillfartsvägarna till Oka och Kanesatakereservatet.
I detta dödläge kallade Quebecs premiärminister Robert Bourassa in den kanadensiska armén för att rensa några av barrikaderna. Först efter långa förhandlingar monterades de sista barrikaderna ner den 26 september 1990 och Warriors gav upp sin kamp. År 1997 förvärvade de federala myndigheterna marken från kommunen Oka. Fram till 2014 hade den ännu inte överförts till Mohawk.

## Konsekvenser
Trots nederlaget för indianerna avbröts planerna på att bygga ut golfbanan. Den kanadensiska federala regeringen köpte så småningom det omtvistade territoriet från staden Oka och annekterade det till Kanesatakereservatet. År 2000 undertecknades ytterligare ett avtal med Kanesatake Mohawks om att överföra ytterligare 1 200 hektar mark till reservatet. Tvisterna om markområdet har inte lösts slutgiltigt. Senare har spänningar uppstått, om planerna på att bygga tre hus mittemot platsen för sammandrabbningen i Oka. Mohawkerna betraktar även detta område som tillhörande sitt eget område. Sammandrabbningen kostade Quebec 112 miljoner dollar, varav en stor del gick till polisens övertidsersättning. Dessutom spenderade den kanadensiska armén 83 miljoner dollar på belägringen. Efter händelserna i Oka inrättade den kanadensiska regeringen 1991 Royal Commission on Aboriginal Peoples för att undersöka ursprungsfolkens status. Kommissionen bestod av sju medlemmar, varav fyra tillhörde first nations. Det fanns dock inga medlemmar i kommissionen från de grupper som hade deltagit i Oka. I kommissionens rapport från 1996 rekommenderades att ursprungsbefolkningarna skulle erkännas som politiska aktörer och att ett permanent organ skulle inrättas för att hantera marktvister. 